# Eulaceura nicomedia
Eulaceura nicomedia är en fjärilsart som beskrevs av Hans Fruhstorfer 1913. Eulaceura nicomedia ingår i släktet Eulaceura och familjen praktfjärilar. Inga underarter finns listade i Catalogue of Life.